# Štěpánov nad Svratkou
Štěpánov nad Svratkou là một làng thuộc huyện Žďár nad Sázavou, vùng Vysočina, Cộng hòa Séc.